# Proechimys roberti
Proechimys roberti é uma espécie de roedor da família Echimyidae.
É endemica do Brasil, onde pode ser encontrada nos estados do Pará, Maranhão, Tocantins, Goiás e Distrito Federal.